# Tony Radakin

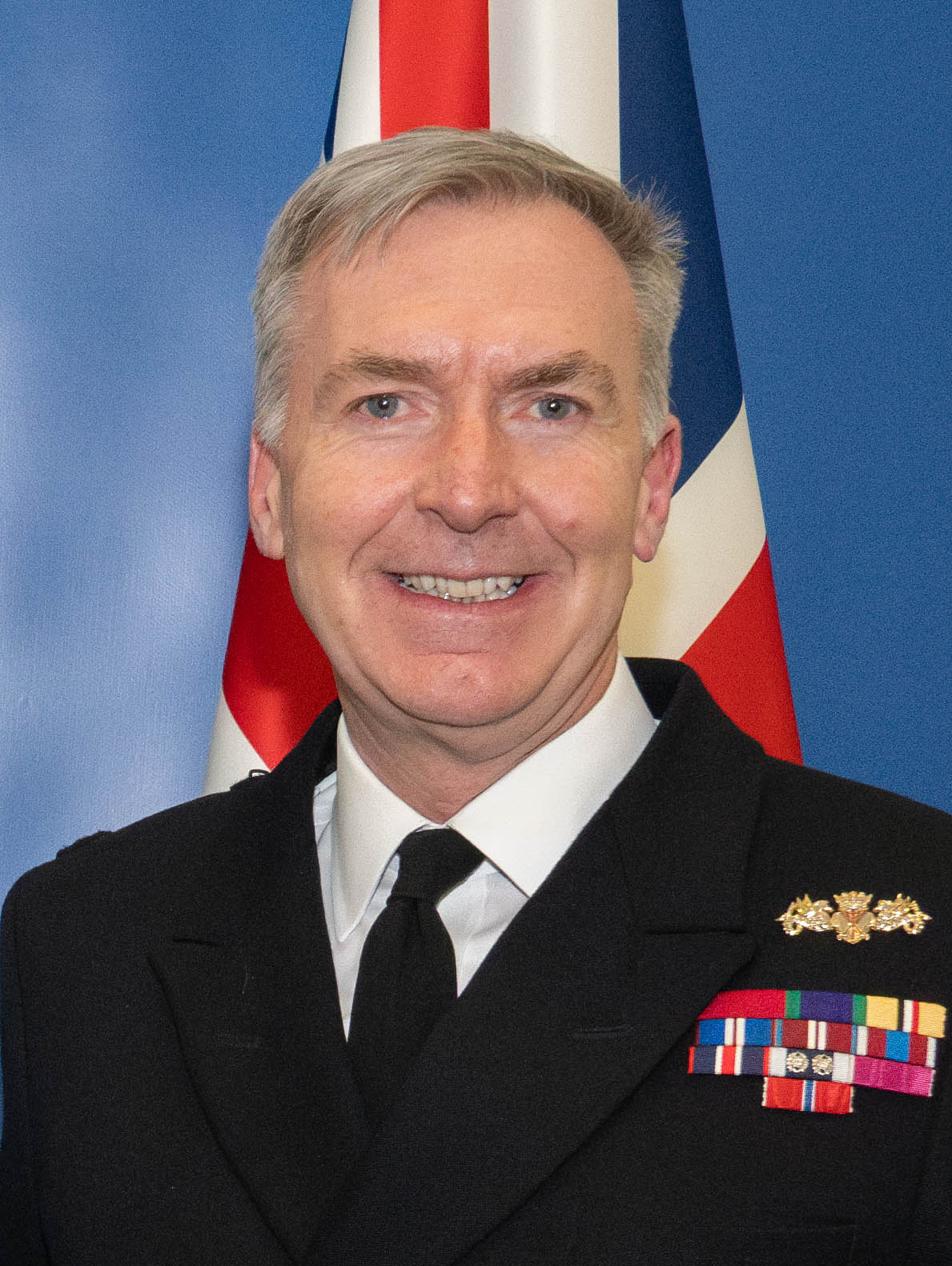
Tony Radakin 2024

Sir Tony Radakin, KCB, ADC Gen (* 10. November 1965 in Oldham) ist ein britischer Admiral der Royal Navy. Seit dem 30. November 2021 ist er der Chief of the Defence Staff der Streitkräfte des Vereinigten Königreichs. Zuvor war er Erster Seelord sowie Chef des britischen Marinestabes.

## Leben
Sir Tony Radakin wurde 1965 in Oldham, in der Grafschaft Lancashire, geboren.

### Militärische Laufbahn
Nach dem Abschluss seiner Offiziersausbildung im Jahr 1990 wurde Radakin bei Einsätzen im Iranisch-Irakischen Tanker-Krieg, Sicherheitseinsätzen auf den Falklandinseln, Operationen zur Durchsetzung des NATO-Embargos in der Adria sowie zur Schmuggelbekämpfung um Hongkong und der Karibik eingesetzt. Dreimal war er im Führungsstab von Irak-Einsätzen. 
Im Juni 2018 wurde er zum Ersten Seelord und damit Chef des Marinestabs berufen. Auf diesem Posten war er für eines der größten Reformprogramme der Royal Navy verantwortlich.
Radakin ist Absolvent des Higher Command and Staff Course und der London Business School. Er studierte Jura und erlangte einen Master-Abschluss in International Relations and Defence Studies. Zusätzlich schloss er etliche militärische Fortbildungen in den USA ab.
Bei der Krönung von Charles III. im Mai 2023 übernahm Sir Tony das zeremonielle Amt des Lord High Constable of England.

### Privates
Radakin lebt mit seiner Frau in Hampshire. Sie haben vier Söhne (geboren zwischen 1998 und 2005).